# Carrera de eliminación
Una carrera de eliminación es un tipo de carrera en la que los competidores se van eliminando hasta que queda uno solo, que gana la carrera. Los competidores quedan clasificados en orden inverso al de eliminación. Este formato penaliza a quienes tienen problemas en un momento puntual, tales como un despiste o un golpe.
En la versión de ciclismo en pista, la eliminación se hace cada una o dos vueltas, según el largo de la pista. La modalidad se agregó como uno de los seis eventos de la prueba del omnium de los Juegos Olímpicos de 2012.
En patinaje de velocidad sobre patines en línea, el sprint final en una carrera de eliminación se hace con un número mayor de patinadores, generalmente 5 o 10. También existen carreras combinadas, que mezclan eliminaciones con un sistema por puntos.
Algunos videojuegos de carreras tienen modos de carreras de eliminación, entre ellos varias entregas de las series Need for Speed, Burnout y Colin McRae Rally. La eliminación se hace en cada vuelta, en cada sector de circuito o cada cierto tiempo preestablecido.